# Star Castle (Isles of Scilly)
Star Castle er en fæstning på den vestligste del af øen St Mary's i øgruppen Isles of Scilly. Den blev opført i 1593 af Robert Adams, Surveyor of the Royal Works (d.1595) og Francis Godolphin, kaptajn af Scilly Isles, i en periode hvor Storbritannien frygtede en invasion fra den spanske armada.
I dag er Star Castle et 4-stjernes hotel. Den amerikanske forfatter Aaron Elkins' roman Unnatural Selection fra 2006 foregår på og omkring Star Castle.